# Phife Dawg
Phife Dawg (nacido como Malik Taylor; Brooklyn, Nueva York, 20 de noviembre de 1970-22 de marzo de 2016) fue un rapero afroamericano conocido por haber sido miembro del aclamado grupo A Tribe Called Quest con Q-Tip, Ali Shaheed Muhammad y, por una temporada, Jarobi White. Tras dejar el grupo, comenzó su carrera en solitario.
Phife Dawg hizo numerosas apariciones en canciones de otros artistas, como en el éxito "La Schmoove" de Fu-Schnickens, en "Painz & Strife" de Diamond D junto con Pete Rock, y en "Let the Horns Blow" de Black Sheep con Al' Tariq y Trugoy. En 2000, sacó su primer álbum en solitario, titulado Ventilation: Da LP. 
Tras 15 años de su primera entrega musical como solista, falleció el 22 de marzo de 2016 por causas desconocidas, aunque posiblemente asociadas a su diabetes.

## Discografía
- 2000: Ventilation: Da LP

## Filmografía
- 1993: Who's the Man? - Gerald
- 1998: The Rugrats Movie - Newborn Baby